# Escalade artificielle

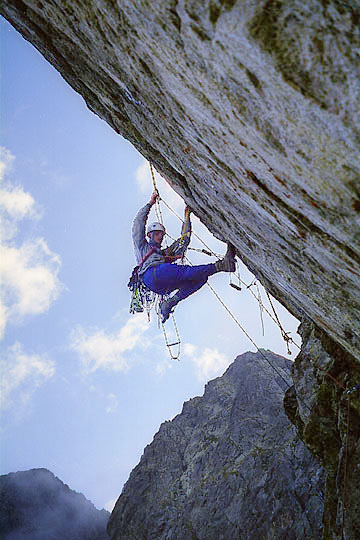
Grimpeur pratiquant l'escalade artificielle

L'escalade artificielle, ou artif, est un procédé d'escalade au cours duquel le grimpeur pose artificiellement les points de progression à l'aide de pitons et autres matériels spécifiques à cette discipline (spit, crochet goutte d'eau, etc), notamment sur les parois compactes. Ces points peuvent également être utilisés pour l'assurage du grimpeur.  
Le terme s'oppose à l'escalade libre, au cours de laquelle aucune aide artificielle n'est utilisée. En escalade artificielle, le grimpeur progresse en se suspendant à un crochet fifi ou en montant sur des étriers, la corde ayant une double utilité : assurage et blocage du grimpeur,  alternativement sur les deux brins de la corde. En escalade libre, celui-ci monte en s'aidant des faiblesses du rocher (prises, réglettes, fissures, etc), la corde étant utilisée uniquement pour l'assurage du grimpeur. En général, l'escalade artificielle met moins l'accent sur les aptitudes athlétiques ou la force physique que sur les capacités techniques et psychologiques, même  si les aspects physiques de la discipline ne doivent pas être sous-estimés.
L'escalade artificielle sur rocher peut également être pratiquée sur des parois en glace, les pitons étant remplacés par des broches à glace.

## Technique
Dans une ascension en escalade artificielle, le grimpeur place des équipements de progression dans des fissures et plus généralement dans les faiblesses naturelles du rocher, puis y attache un étrier, monte sur l'étrier, et répète le processus. Comme en escalade libre, cette technique implique deux grimpeurs, l'un monte et l'autre assure, mais peut également se pratiquer en solo. Dans le cas général, celui qui monte est relié par la corde à son compagnon de cordée  qui l'assure depuis le relais. Le grimpeur progresse et place des points de progression qui, dans la très grande majorité des cas, constituent également les points de protection. Si le grimpeur chute, l'assureur bloque la corde et, en supposant que les points d'ancrage résistent au choc, freine la chute. Lorsque le grimpeur de tête atteint la fin de corde ou un point d'arrêt pratique, il procède à la mise en place d'un relais, l'opération étant renouvelée autant de fois que nécessaire. L'assureur (second de cordée) monte à son tour dans les mêmes conditions.
Dans les ascensions très longues et techniques, le second de cordée progresse le long d'une corde fixe en utilisant un dispositif mécanique (poignée jumar) afin de gagner du temps et récupère l'équipement placé par le leader. Lorsque les deux grimpeurs se trouvent au relais, l'un des grimpeurs procède au hissage du sac d'allègement contenant le matériel de bivouac, nourriture, portaledge, etc. 
Avant les années 1940, les protections disponibles étaient le piton ou le coin de bois, coincés dans une fissure du rocher avec un marteau, les anneaux de cordelette passées dans des lunules ou autour de becquets, voire des nœuds de corde coincés dans des fissures. Désormais, l'escalade artificielle utilise une grande quantité de matériels adaptés à chaque situation mais le principe reste le même. L'équipement d'un grimpeur d'artif comprend des pitons, crochets, copperheads, bicoins, coinceurs mécaniques, jumars, poulies de hissage, étriers, daisy chains et marteau. L'invention du coinceur mécanique (ou « friend ») et des autres équipements n'endommageant pas le rocher a entraîné la pratique de l'escalade propre, dans laquelle rien n'est martelé, un avantage non négligeable pour les voies classiques qui pourraient être défigurées par les martellements successifs.
Les voies d'artif les plus délicates sont très difficilement protégeables et le grimpeur doit exécuter de longues successions de mouvements en utilisant des crochets ou des points d'ancrage  parfois très aléatoires, nécessitant un engagement et une concentration de tous les instants.

## Histoire
Jusqu'aux années 1960 environ, l'escalade artificielle constituait la pratique normale[réf. nécessaire] de l'escalade dans la plupart des sites d'escalade. Les techniques et les matériels s'étant améliorés, de nombreuses voies d'artif purent être parcourues en libre et des grimpeurs influents (comme Reinhold Messner dans son livre The Murder of the Impossible) commencèrent à critiquer la pratique de l'artif comme contraire à l'esprit de l'alpinisme.  
L'escalade libre constitue maintenant l'essentiel de la pratique de l'escalade mais les grimpeurs d'artif ont répondu aux critiques, notamment celles de Messner, par des voies d'escalade où l'absence de prises ou d'aspérités du rocher rendent l'escalade impossible en s'abstenant des techniques purement mécaniques (comme percer des trous au marteau ou à l'aide d'une perforatrice pour les points d'ancrage).
De nos jours, beaucoup de voies originellement réalisées en artif sont parcourues en libre par une nouvelle génération de grimpeurs particulièrement entraînés, audacieux et grâce à un équipement singulièrement amélioré, dont les cordes modernes, les chaussons d'escalade et les coinceurs mécaniques. Ces voies sont désormais régulièrement repétées, grâce à l'équipement (pitons, spits, voire dégaines) laissé en place à demeure.

## Cotation
Le système de cotation mêle la difficulté de placement des protections et le danger associé à la chute. La cotation originale était une échelle fermée de A0 à A5. Les grimpeurs modernes d'artifs ont adopté une nouvelle génération de cotation qui compresse l'échelle dans les niveaux A0 à A5 et rajoute un niveau A6.
Dans le système YDS utilisé aux États-Unis (qui comporte 5 classes), l'escalade artificielle est parfois rangée dans la 6e classe.
Une cotation alternative (C0 à C6) et récente est basée sur une ascension en artif avec seulement des protections amovibles, selon l'éthique de l'escalade propre (clean climbing), c'est-à-dire en ne plaçant pas de piton (usage du marteau) et en ne perforant pas la paroi (usage de perceuse ou tamponnoir). C'est par exemple le type d'ascension en artif réalisée sur The Nose.